# Cimitero di Fiesole
Il cimitero di Fiesole è il principale luogo di sepoltura del Comune, situato in via del Cimitero, sul versante Nord del colle di San Francesco.

## Storia e descrizione
Il cimitero venne istituito nel 1792, quando vennero dismessi i campisanti presso il Duomo e la chiesa di Sant'Alessandro. 
Ferdinando Folchi, nel 1879, ricordava come il cimitero fiesolano fosse stato fino a pochi anni prima disadorno, privo di monumenti e memorie degne di nota. In quegli anni il cimitero comunale stava tuttavia assumendo le forme attuali su progetto architettonico di Michelangelo Maiorfi (1876-1880), con l'ampliamento del terreno di sepoltura e la costruzione, a monte, di un fabbricato con loggiato destinato ad accogliere le cappelle monumentali private. Questo progetto sistemava anche i problemi di dislivello esistenti sul sito collinare. 
Tra il 1913 e il 1915 vennero inoltre eseguite cinque cappelle comunali alla base del loggiato, intitolate a santi legati a Fiesole e al suo territorio: Antonino Pierozzi, Bernardino da Siena, Alessandro di Fiesole, Andrea Corsini e san Romolo. Vennero tutte decorate dalla manifattura Chini, con la partecipazione diretta di Galileo almeno per quella di san Romolo. 
Lo stesso Chini decorò sontuosamente la cappella privata Fiocchi Lake, poi detta Tumiati, con un gisant in marmo, inserti ceramici smaltati, anche nella cupoletta, e una cancellata in ferro battuto di gusto secessionista. 
Tra il 1930 e il 1947 venne completata la sistemazione dell'ingresso, con l'aggiunta di una campata al loggiato destinata a contenere i caduti della prima guerra mondiale. Infine negli anni cinquanta fu portato a termine l'ultimo ampliamento, a valle, con un edificio moderno, loculi e piccoli ossari.
Nel cimitero sono sepolti alcuni cittadini illustri, sia italiani che appartenenti alla numerosa comunità di stranieri residenti nelle ville fiesolane. Di particolare rilievo sono le cappelle Spence e Dupré: la prima conserva  il  monumento  funebre  di  Luisa Teresa  Renard (moglie del pittore William  Blundel Spence residente a villa Medici), tra le opere più significative dello scultore Odoardo Fantacchiotti; la seconda conserva la sepoltura dello scultore Giovanni Dupré e dei suoi familiari, tra cui la figlia e scultrice Amalia. Sulla sepoltura di Giovanni venne posta la copia della Pietà Bichi Ruspoli, da lui scolpita per il cimitero della Misericordia a Siena, mentre Amalia scolpì il monumento per la sorella Luisina, scomparsa in giovane età (1872); vi sono conservati inoltre altre sculture e un dipinto del Cristo risorto di Antonio Ciseri. Un parente del Ciseri dopotutto, Francesco, si trova pure sepolto in questo cimitero, vicino alla cappella centrale già oratorio funebre.
Tra le sepolture recenti, si segnala quella di Tommaso (Tommasino) Bacciotti, il bambino morto a due anni a cui i genitori hanno dedicato una fondazione per raccogliere fondi per iniziative di studio, formazione ed assistenza sui tumori cerebrali infantili. Le lapidi funebri dei coniugi Bartolozzi, a destra vicino all'ingresso, hanno medaglioni di Mario Moschi.